# Thomas Sowell

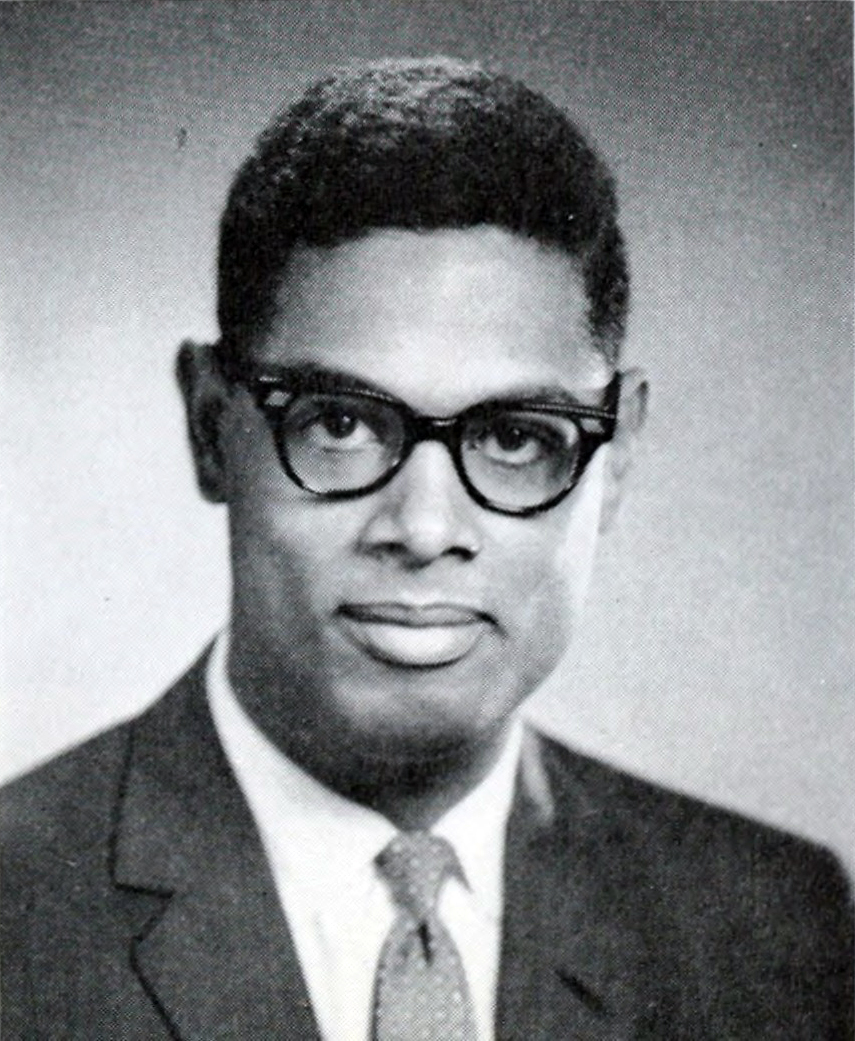
Thomas Sowell (1964)

Thomas Sowell (* 30. Juni 1930 in Gastonia, North Carolina) ist ein US-amerikanischer Ökonom und Fellow der konservativen Hoover Institution. Bekannt wurde er u. a. durch seine Kritik an der Affirmative Action aus Sicht eines Schwarzen.

## Leben
Sowell kam in North Carolina in einem Ort mit überwiegend afroamerikanischer Bevölkerung zur Welt. Noch als Kind wurde er Halbwaise, eine Großtante adoptierte ihn und zog mit ihm nach New York. Dort wuchs er in Harlem auf. Als Teenager war er der Gewalt von Schlägerbanden ausgesetzt, mit der Tante stand er im Dauerkonflikt. Nachdem er die Schule abgebrochen hatte, ging er zum Militär und arbeitete anschließend als Fotograf. Über den zweiten Bildungsweg erlangte er die Hochschulzugangsberechtigung. Das Studium der Betriebswirtschaft schloss er an der Howard University mit dem Bachelor an der Harvard University im Jahr 1958 ab, daran schloss sich der Master-Abschluss an der Columbia University im Jahr 1959 an. 1968 promovierte er in Wirtschaftswissenschaften an der University of Chicago zum Thema des Sayschen Theorems.
1961–1962 war Sowell im Arbeitsministerium der Vereinigten Staaten und 1964–1965 bei AT&T tätig. Er war zwischen 1965 und 1972 Assistant Professor und Associate Professor an der Cornell University, der Brandeis University und an der UCLA. Sowell ist seit 1988 zudem Mitglied der American Philosophical Society. Sowell sagt von sich, dass er während seiner 20er Jahre Marxist gewesen sei. Demnach haben seine Einsichten als Praktikant der Bundesregierung im Sommer 1960 ihn zu einer Abkehr zugunsten einer Theorie der freien Marktwirtschaft veranlasst. Sowell sagt, er habe dort erfahren wie die Mindestlöhne für Arbeiter in der Zuckerindustrie von Puerto Rico eine Erhöhung der Arbeitslosigkeit verursacht hätten. Seit 1980 ist Sowell Fellow der Hoover Institution. Sowell hat rund 45 Bücher geschrieben, zu seinen Themengebieten zählen, neben ökonomischen Themen im engeren Sinne, Rassismus, Bildung und Justiz. Sowell vertritt dazu unter anderem die These, dass systemischer Rassismus nicht existiert. Armut hat laut Sowell zudem nichts mit Ausbeutung und Diskriminierung zu tun, sondern in den USA etwa mit der Kultur der Schwarzen.
Als Interviewpartner ist Sowell häufiger Gast beim Fox News Channel. Er ist zudem als Kolumnist tätig; seine Kolumnen werden vorwiegend von konservativen Medien wie der National Review publiziert.

## Auszeichnungen
- 1982: Mencken Award for Best Book (Free Press Association)
- 1990: Francis Boyer Award (American Enterprise Institute)
- 1998: Sydney Hook Award (National Association of Scholars)
- 2002: National Humanities Medal
- 2003: Bradley Prize (Bradley Foundation)

## Bücher (Auswahl)
- Say’s Law: An Historical Analysis. Princeton University Press, 1972, ISBN 0-691-04166-0.
- Knowledge and Decisions. Basic Books, 1980, ISBN 0-465-03736-4.
  - Wissen und Entscheidungen, übersetzt von Hardy Bouillon, Duncker & Humblot, Berlin 2021, ISBN 978-3-428-18351-7.
- Ethnic America. Basic Books, 1981, ISBN 0-465-02075-5.
- The Economics and Politics of Race: An International Perspective. William Morrow, 1983, ISBN 978-0-688-01891-7.
- A Conflict of Visions. William Morrow, 1987, ISBN 0-688-06912-6.
- Race and Culture: A World View. Basic Books, 1994, ISBN 0-465-06796-4.
- The Vision of the Anointed: Self-Congratulation As a Basis for Social Policy. Basic Books, 1995, ISBN 0-465-08994-1.
- Migrations and Cultures. Basic Books, 1996, ISBN 0-465-04588-X.
- Conquests and Cultures. Basic Books, 1998, ISBN 0-465-01399-6.
- The Quest for Cosmic Justice. Free Press, 1999, ISBN 0-684-86462-2.
- A Personal Odyssey. Simon and Schuster, 2000, ISBN 0-684-86465-7.
- Black Rednecks and White Liberals. Encounter Books, 2005, ISBN 1-59403-086-3.
- Affirmative Action Around the World: An Empirical Study. Yale University Press, 2005, ISBN 978-0-300-10775-3.
- On Classical Economics. Yale University Press, 2006, ISBN 0-300-11316-1.
- Intellectuals and Society. Basic Books, 2010, ISBN 0-465-01948-X.
- Basic Economics: A Common Sense Guide to the Economy. 5. Auflage, Basic Books, 2015, ISBN 978-0-465-06073-3.
- Wealth, Poverty and Politics: An International Perspective. Basic Books, 2015, ISBN 978-0-465-08293-3.
- Discrimination and Disparities. Basic Books, 2019, ISBN 978-1-5416-4563-9.
- Charter Schools and Their Enemies. Basic Books, 2020, ISBN 978-1-5416-7513-1.